# Larrelter Kirche

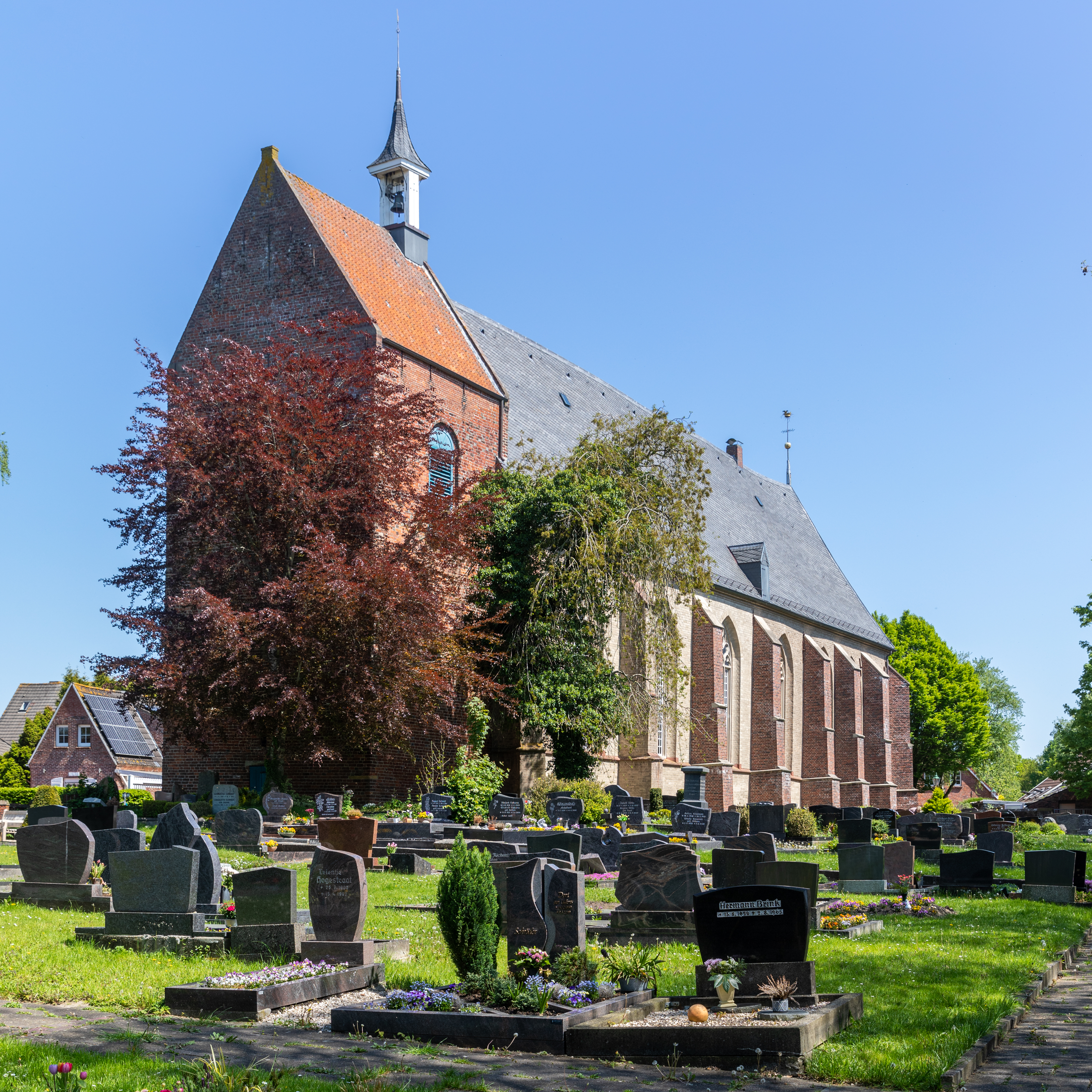
Reformierte Kirche Larrelt

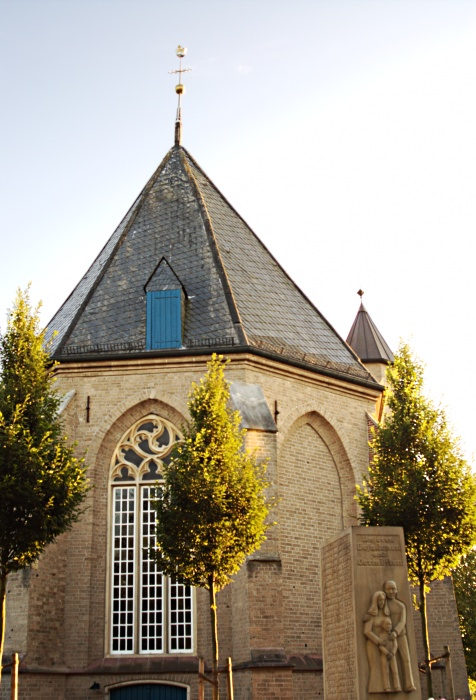
Chor mit Maßwerkfenstern und Blendnischen

Die evangelisch-reformierte Larrelter Kirche im ostfriesischen Larrelt, einem Stadtteil von Emden, wurde am Ende des 15. Jahrhunderts errichtet.

## Geschichte
Die erste Kirche wurde im 13. Jahrhundert als Saalkirche aus hellem Tuffstein, der auf dem Seeweg aus der Eifel eingeführt wurde, mit polygonalem Chorabschluss gebaut. Der um 1300 aus Backsteinen angebaute Glockenturm ist als Wehrturm konzipiert. Um 1475 wurden Schiff und Chor abgebrochen und mit den stark bearbeiteten Materialien der ersten Kirche im gotischen Stil wiedererrichtet. Das Schiff war ursprünglich mit sechs Jochen gewölbt. Als 1780 das Gewölbe einstürzte, wurde ein hölzernes Tonnengewölbe eingezogen. Die großen Spitzbogen-Fenster sind mit verziertem Maßwerk in Fischblasenform ausgestattet, während der Ostchor teilweise spitzbogige Blendnischen aufweist und im Inneren von einem Sterngewölbe abgeschlossen wird. Außen stützen Strebepfeiler das Gebäude.

## Ausstattung

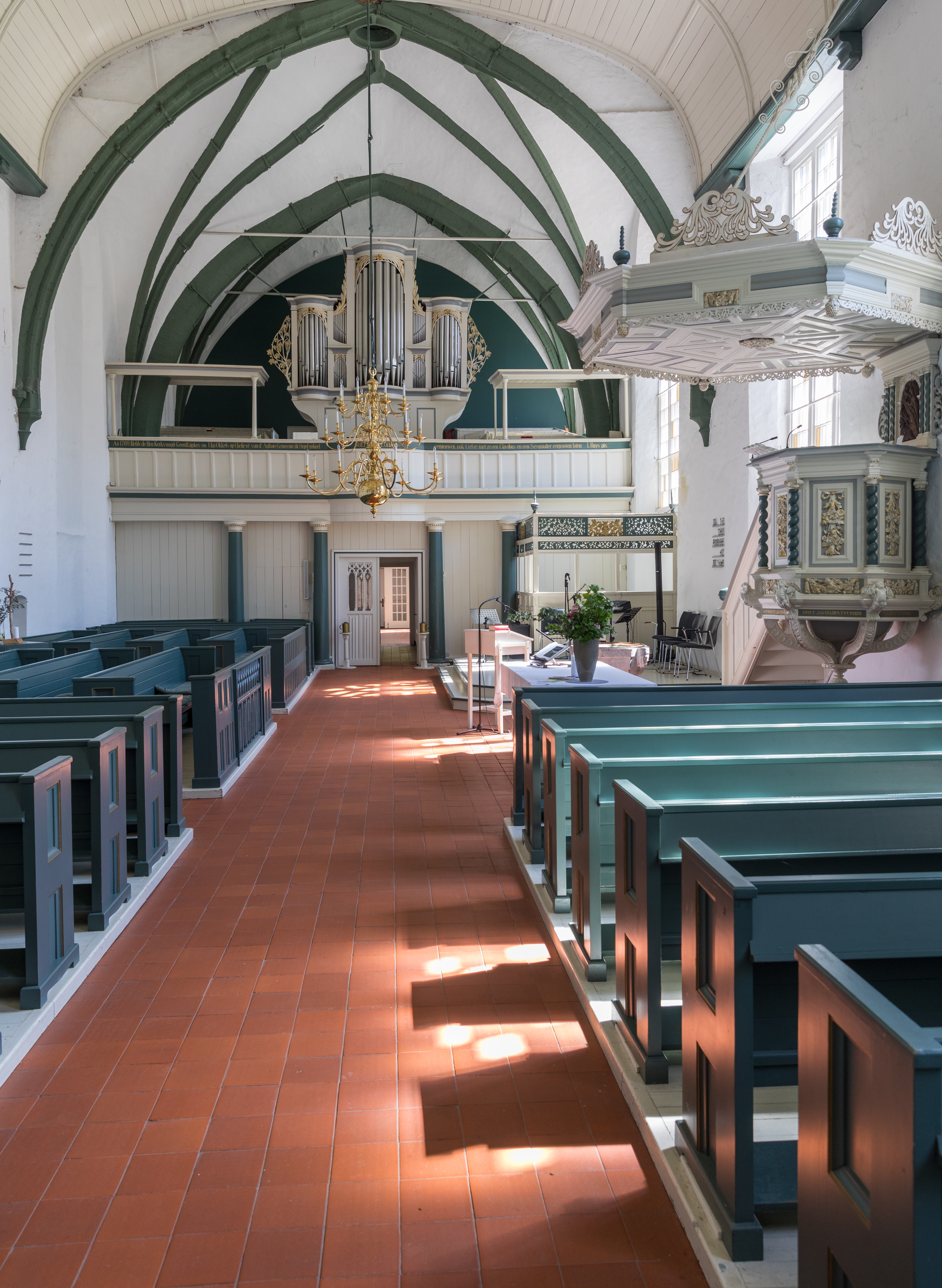
Orgel und Kanzel

Von den Gewölben ist nur noch das sternförmige im Chor erhalten, während das Schiff von einer Holztonne abgeschlossen wird. Verschiedene romanische Steinsarkophage mit Deckel sind bemerkenswert. Einige von ihnen sind heute im Ostfriesischen Landesmuseum in Emden zu sehen. Ebenfalls findet sich im Chor, der durch eine Empore vom Schiff abgetrennt wird, das romanische Tympanon (Türbogenfeld), das um 1200 aus rotem Sandstein für den Vorgängerbau geschaffen wurde. Auf ihm ist ein alter Mann mit Bart namens Ippo dargestellt, der auf der Inschrift als Stifter des Tympanons ausgewiesen wird, zudem der Baumeister Ludbrud und der Bildhauer Menulfus.
Der Taufstein datiert von 1420 und ist mit einer altfranzösischen Inschrift versehen. Albert Frerichs schuf 1720 die Kanzel mit Schalldeckel.
Im Turm befindet sich eine herrschaftliche Loge, die den lokalen Häuptlingen vorbehalten war. Das Obergeschoss war einst gewölbt und ist heute durch einen Rundbogen zum Schiff geöffnet.
Die Orgel wurde von 1618 bis 1619 von Johannes Millensis (van Mill) gebaut, der Register aus der Vorgängerorgel aus dem 16. Jahrhundert übernahm. 1848 bis 1855 erfolgte ein Umbau durch Gerd Sieben Janssen. Seitdem verfügt das Werk über elf Stimmen auf einem Manual. Die Hälfte der alten Renaissance-Register blieb jedoch erhalten und spiegelt den frühen niederländischen Einfluss auf den Orgelbau in Ostfriesland wider. An beiden Seiten der Orgel befinden sich einfach gestaltete Patronatssitze aus barocker Zeit.